# فرودگاه کوداپاه

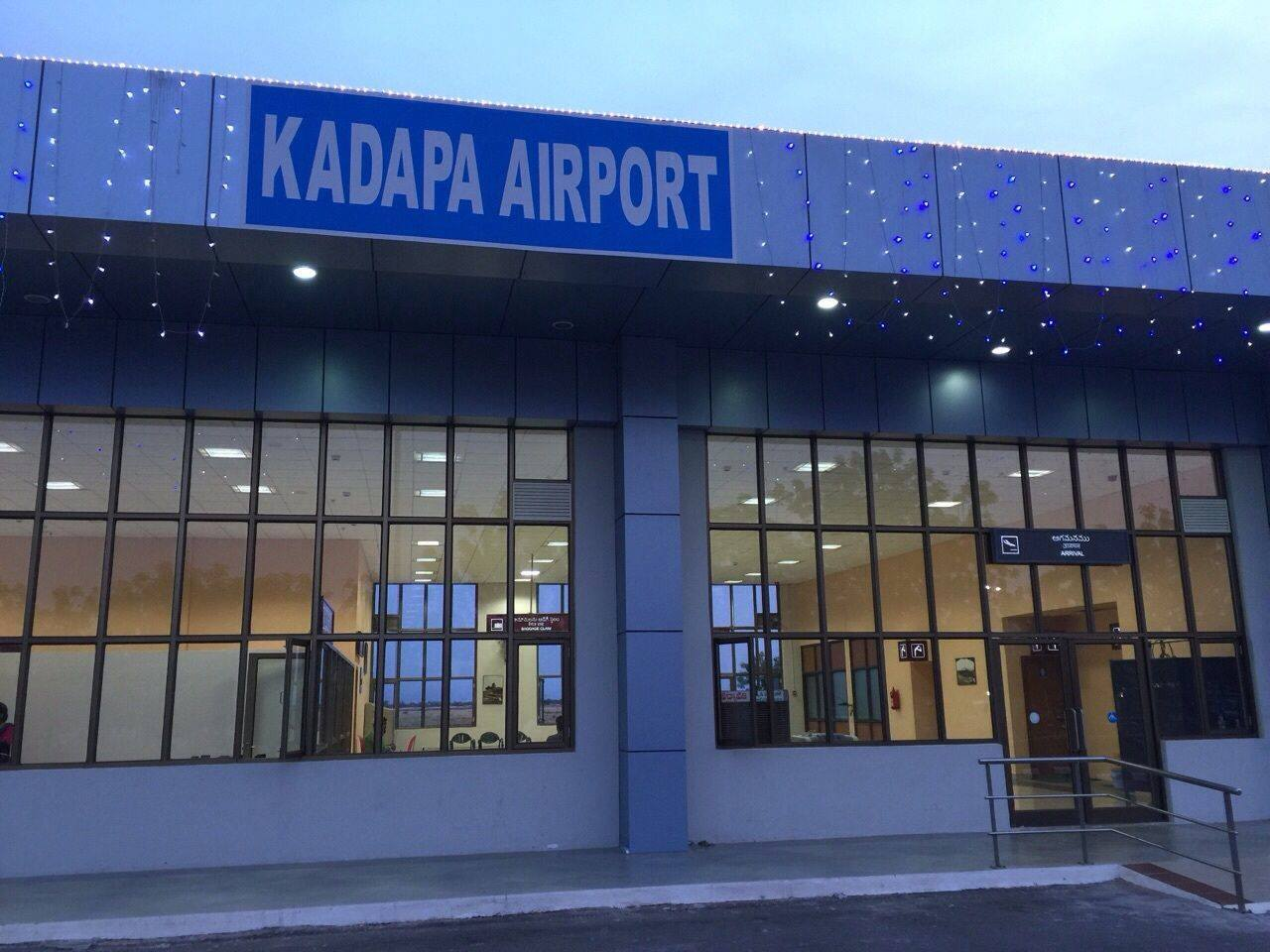
فرودگاه کوداپاه

فرودگاه کوداپاه (به انگلیسی: Cuddapah Airport) یک فرودگاه همگانی با کد یاتا CDP است که یک باند فرود آسفالت دارد و طول باند آن ۱۰۹۷ متر است. این فرودگاه در کشور هند قرار دارد و در ارتفاع ۱۳۱ متری از سطح دریا واقع شده‌است.

## شرکت‌های هواپیمایی و مقصدهای پروازی
| شرکت‌های هواپیمایی | مقصدهای پروازی |
| ----------------- | -------------- |
| TruJet            | راجیو گاندی    |